# Livin' on a Prayer (Padre de familia)
Livin' on a Prayer (titulado Viviendo de plegarias en Latinoamérica y Vivir rezando en España) es el décimo segundo episodio de décima temporada de la serie de televisión animada Padre de familia. El episodio se estrenó en FOX el 29 de enero de 2012 en Estados Unidos.En este episodio, Stewie tiene un amigo llamado Scotty. Cuando Scotty se desmaya, Peter y Lois lo llevan al Hospital, en el que sus padres están en desacuerdo debido a sus creencias religiosas.Este episodio fue escrito por Danny Smith y dirigido por Pete Michels.Contó con las actuaciones especiales de  Max Burkholder, Gary Cole, Rob Corddry, Judy Greer, Jonathan Morgan Heit, Kevin Michael Richardson, Sage Ryan, Nicole Sullivan, and Josh Robert Thompson junto con varios actores de voz recurrentes en la serie.
El intro del episodio es una parodia de Little House on the Prairie

## Argumento
La familia Griffin va a la Biblioteca Pública de Quahog para una actividad de canto con los niños. Stewie conoce a un amigo llamado Scotty Jennings. Lois les pone en un día de juego, pero Scotty se enferma y se desmaya, por lo que Lois y Peter lo llevan al hospital. El Dr. Hartman les dice que Scotty tiene linfoma de Hodgkin y necesita tratamiento. Cuando los padres de Scotty , Ben y Hope llegan, dicen que no usan el tratamiento hospitalario moderno debido a sus creencias religiosas como Científicos Cristianos, indicando que utilizan la "fe" como una medicina.
A pesar de sus opiniones religiosas, Lois encuentra las creencias de la pareja ridículas y trata de hablar con ellos y ver si podía conseguir que se utilizar el hospital. Ellos siguen siendo firmes, por lo que decide secuestrar a Scotty y llevarlo allí mismo. Lois y Peter se acercan sigilosamente a la casa de Scotty,y sacan a Scotty fuera de la casa con éxito. Pero llegan demasiado tarde, porque una gran multitud con Ben, Hope y la policía con Joe los bloquean en el hospital.Lois le explica a los padres de Scotty que, incluso si utilizan la fe en Dios como un medicamento, la gente sigue creado la medicina moderna, que es también la posibilidad de que Dios haya permitido. Finalmente, Ben y Hope están de acuerdo y permiten su hijo a vaya al hospital para recibir sus tratamientos, Scotty termina superando a su cáncer, pero en este punto, Stewie ha encontrado un nuevo amigo con lepra.